# 플리겔리곶

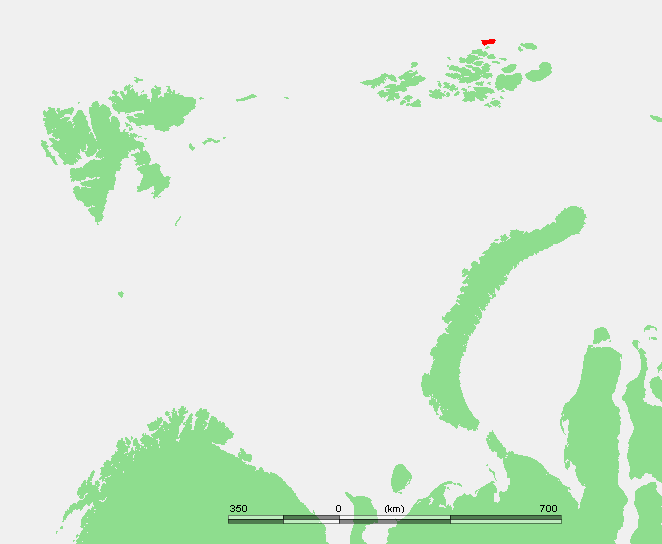
플리겔리곶은 루돌프섬의 최북단이다.

플리겔리곶(러시아어: Мыс Флигели)은 러시아와 아프로·유라시아의 최북단으로 북극점에서 남쪽으로 911 km 떨어져 있다. 제믈랴프란차이오시파 제도의 루돌프섬의 북쪽 해안에 자리잡고 있다.

## 역사
이 곶은 1874년 4월 12일, 오스트리아-헝가리 북극 탐험대가 최초로 방문했으며 오스트리아의 제도 제작자인 아우구스투스 폰 플리겔리의 이름을 따서 명명되었다.

## 같이 보기
- 최북단순 나라 목록